# Feria - La luce più oscura
Feria - La luce più oscura (Feria: la luz más oscura) è una serie televisiva spagnola composta da 8 episodi, distribuita sul servizio di streaming Netflix il 28 gennaio 2022. È creata da Agustín Martínez e Carlos Montero, diretta da Jorge Dorado e Carles Torrens, scritta da Agustín Martínez, Carlos Montero e Mikel Santiago, prodotta da Filmax e ha come protagoniste Carla Campra (nel ruolo di Sofía) e Ana Tomeno (nel ruolo di Eva).
In Italia la serie è stata distribuita su Netflix il 28 gennaio 2022.

## Trama
Sofía ed Eva dovranno affrontare l'orribile crimine che sembra essere stato commesso dai loro genitori che, prima di scomparire, hanno lasciato dietro di sé più di 20 morti. Di fronte a questo evento, le sorelle devono confrontarsi con la piccola città andalusa in cui risiedono, Feria, dove tutti i vicini le odiano. A poco a poco le ragazze scoprono che in paese c'è una setta, degli esseri fantastici e una miniera che sembra un labirinto.

## Episodi
| Stagione       | Episodi | Pubblicazione Spagna | Pubblicazione Italia |
| -------------- | ------- | -------------------- | -------------------- |
| Prima stagione | 8       | 2022                 | 2022                 |

## Personaggi e interpreti
- Sofía Soto, interpretata da Carla Campra, doppiata da Vittoria Bartolomei.
- Eva Soto, interpretata da Ana Tomeno, doppiata da Luisa D'Aprile.
- Tenente Alvaro Guillén, interpretato da Isak Férriz, doppiato da Andrea Lavagnino.
- Elena Vera, interpretata da Marta Nieto, doppiata da Sara Ferranti.
- Blanca, interpretata da Ángela Cremonte, doppiata da Gaia Bolognesi.
- Pablo Soto, interpretato da Ernest Villegas, doppiato da Edoardo Stoppacciaro.
- Sandra Dorado, interpretata da Patricia López Arnaiz, doppiata da Ilaria Latini.
- Marcos, interpretato da Salva Reina, doppiato da Daniele Raffaeli.
- Raúl, interpretato da Carlos Scholz, doppiato da Lorenzo D'Agata.
- Chisco Velázquez, interpretato da Jorge Motos, doppiato da Francesco Ferri.
- Mar Lozano, interpretata da Carmen Navas, doppiata da Roisin Nicosia.
- Mani, interpretato da Felipe Pirazán.
- Samuel, interpretato da Manolo Caro, doppiato da Antonio Palumbo.
- Estrella, interpretata da Sauce Ena, doppiata da Daniela Calò.
- Cuéllar, interpretato da Pablo Gómez-Pando.
- Juanjo Lozano, interpretato da Vicente Vergara, doppiato da Saverio Indrio.
- Candela, interpretata da Pepa Gracia.
- Verónica, interpretata da Berta Hernández.
- Halid, interpretato da Lazar Dragojevic, doppiato da Andrea Di Maggio.
- Copito, interpretato da Kandido Uranga.
- Belda Guzmán, interpretato da David Luque.
- Luz, interpretata da Patty Bonet.
- Agente Casas, interpretato da Oti Manzano.
- Jesús Ortiz.
- Ezcaray, interpretato da Antonio Arcos.
- Valentin, interpretato da Juan Fenández, doppiato da Pierluigi Astore.
- Juan Manuel Lara.
- Elías, interpretato da Marco Cáceres, doppiato da Stefano Sperduti.
- Juan Antonio Molina.
- Rubio, interpretato da Dani Téllez.
- Collado, interpretato da Víctor Vidal.
- Celadora, interpretata da Maitane San Nicolás.

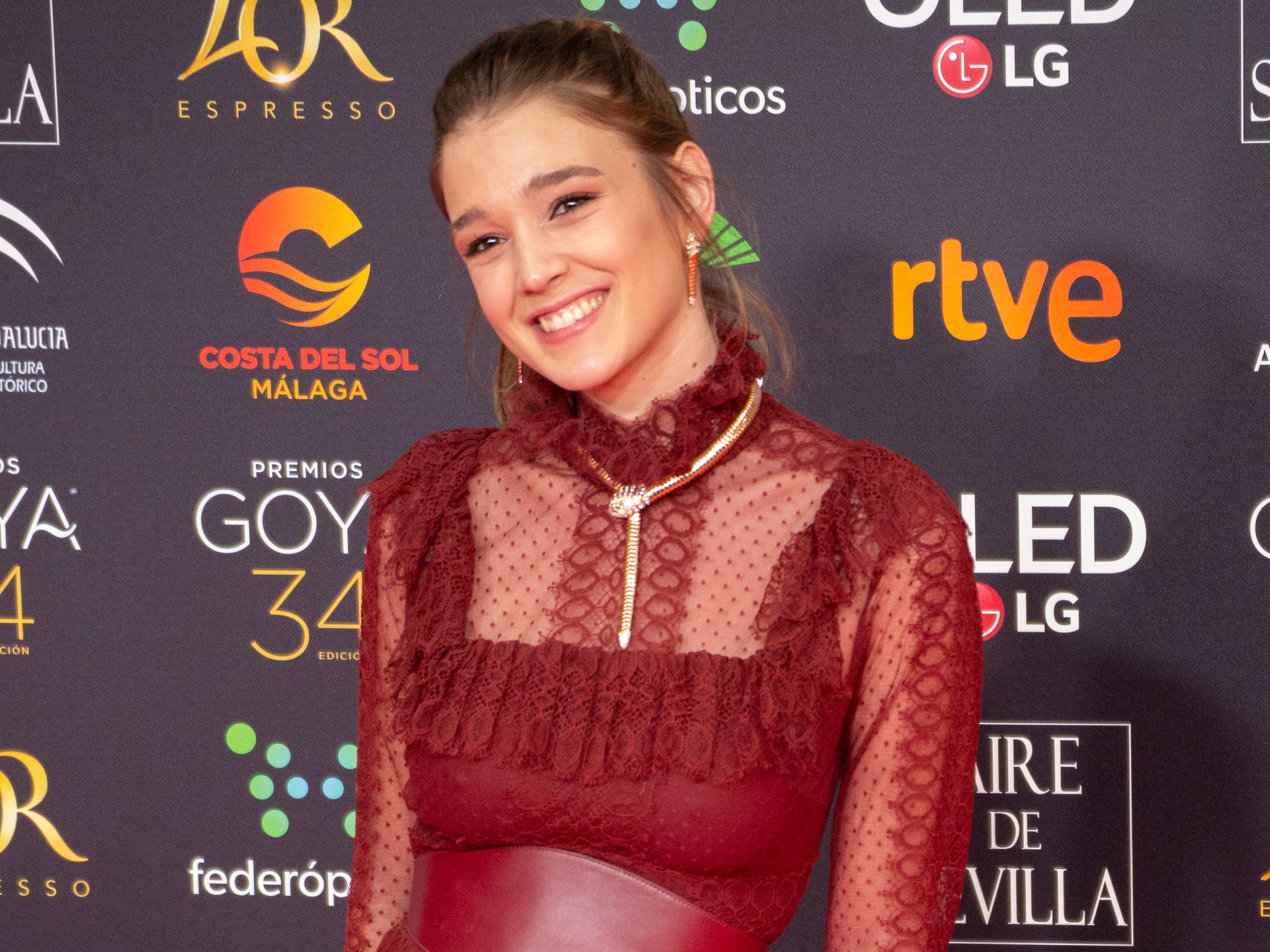
Carla Campra interpreta Sofía
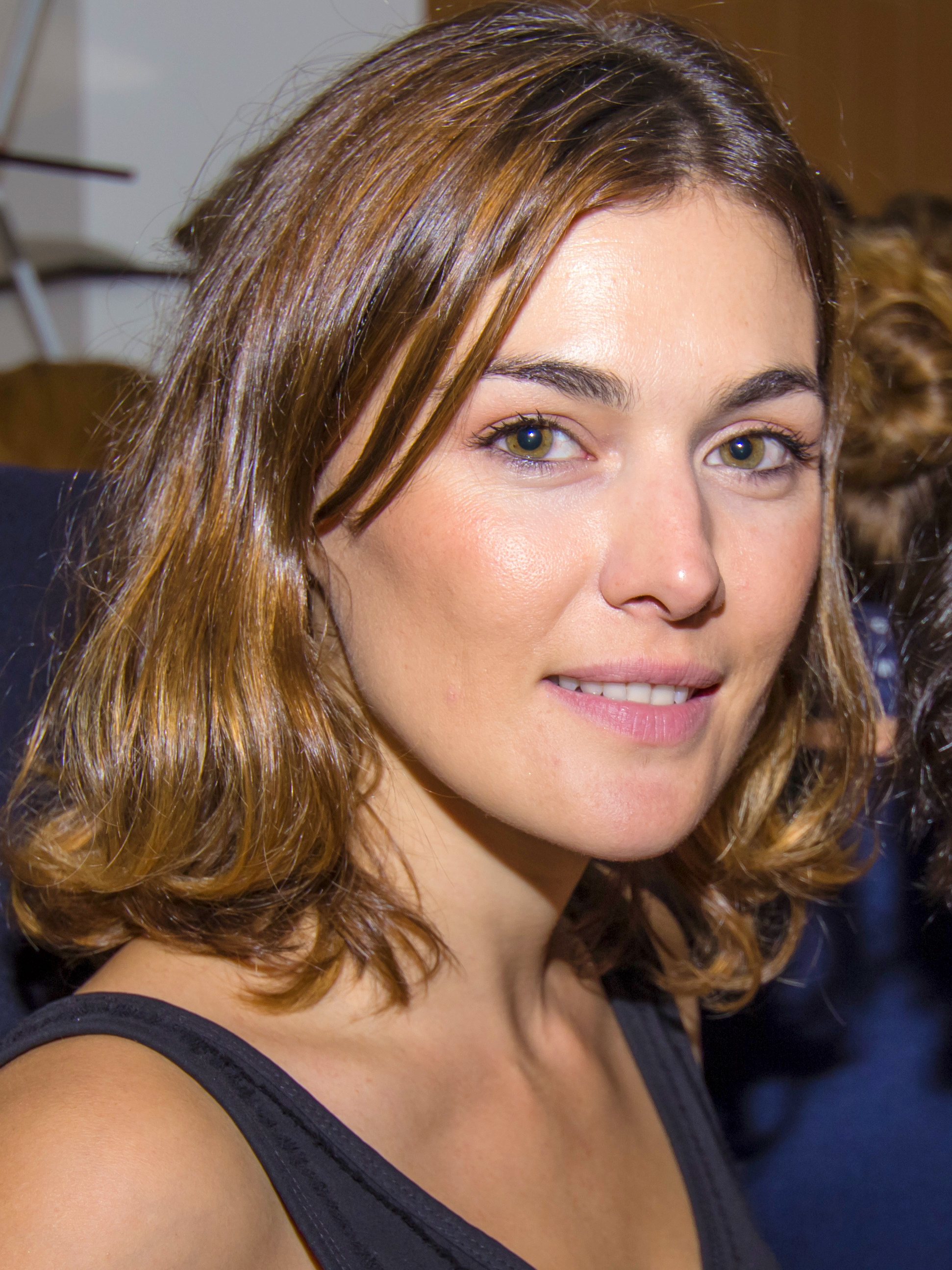
Marta Nieto interpreta Elena
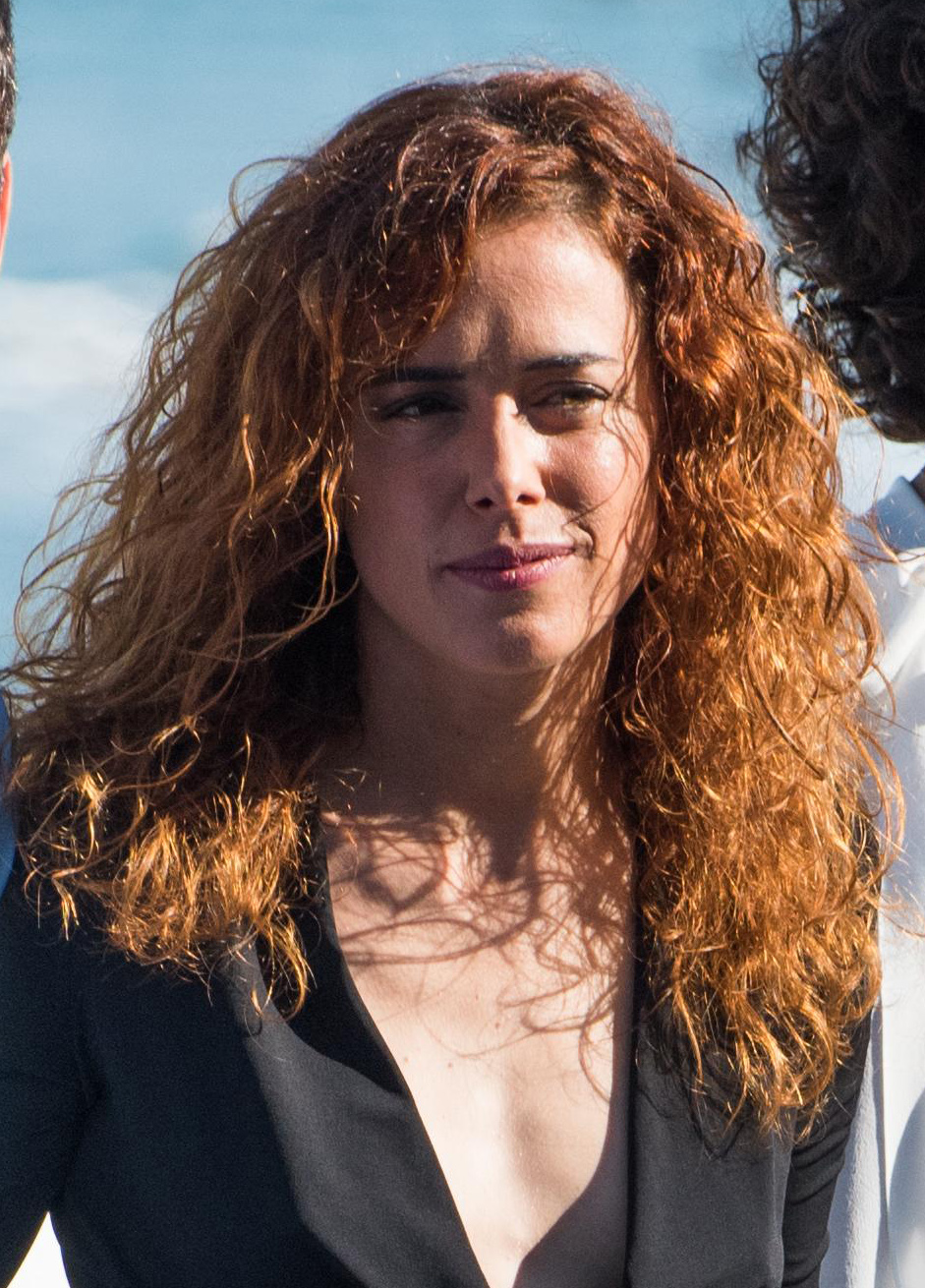
Patricia López Arnaiz interpreta Sandra

## Produzione
La serie è creata da Agustín Martínez e Carlos Montero, diretta da Jorge Dorado e Carles Torrens, scritta da Agustín Martínez, Carlos Montero e Mikel Santiago ed è prodotta da Filmax.

### Riprese

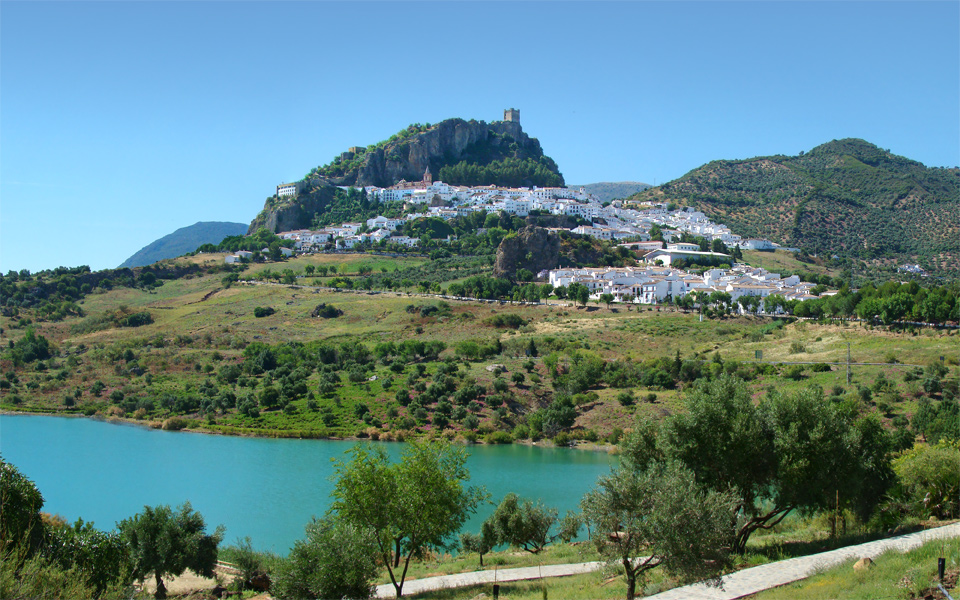
Zahara, uno dei principali luoghi delle riprese.

Le riprese della serie sono iniziate il 16 novembre 2020, in seguito all'annuncio di Netflix. Dopo le riprese a Minas de Riotinto (in provincia di Huelva), la produzione si è spostata a Zahara de la Sierra (in provincia di Cadice), dove le riprese sono iniziate il 26 febbraio 2021. Secondo quanto riferito, la presenza del team di produzione ha dato un po' di sollievo all'economia incentrata sul turismo del villaggio, in bassa stagione a causa della pandemia di COVID-19.